# 托多尔·韦塞利诺维奇
托多尔·韦塞利诺维奇（羅馬化：Todor Veselinović，1930年10月22日—2017年5月17日），塞尔维亚男子足球运动员，场上位置是前锋。他曾代表南斯拉夫国奥队参加1956年夏季奥林匹克运动会足球比赛，获得一枚银牌。